# Caffarel
Caffarel — итальянская компания по производству шоколада со штаб-квартирой в Лузерне-Сан-Джованни (до 1967 года — в Турине). Является дочерним подразделением швейцарской шоколадной компании Lindt & Sprüngli (с сентября 1997 года).

## История
Компания Caffarel была основана в Турине в 1826 году, когда Пьер Поль Каффарель (итал. Pierre Paul Caffarel) (1801—1871) превратил кожевенную фабрику в шоколадную. В 1852 году он изобрёл джандуйотто.
В 1826 году Каффарель приобрёл революционную промышленную машину, изобретённую генуэзцем Бозелли (итал. Bozelli), которая могла производить более 300 килограммов шоколада в день (рекорд того времени). Благодаря машине Бозелли Каффарель основал первую компанию по продаже большого количества твёрдого шоколада. Вторым коммерческим успехом стала паста Джандуйя. В 1852 году Каффарель представил новый вид шоколада, изготовленный путём смешивания какао, сахара и фундука Tonda Gentile delle Langhe. Выпуск изделия был начат в 1865 году.
Альтернативная версия заключается в том, что производство шоколада на этом месте было начато Джованни Мартино Бьянкини (итал. Giovanni Martino Bianchini), шоколатье из Тичино, который изобрёл машину с водяным приводом для производства шоколада, а фабрика была куплена Полем Каффарелем (итал. Paul Caffarel) 1 мая 1832 года. До 1851 года Caffarel был единственным производителем шоколада, использующим механизацию в Турине. В 1878 году, когда шоколатье Каффарель и присоединившийся к нему в 1851 году Мишель Проше (итал. Michele Prochet) объединили свои усилия, было создано совместное предприятие Caffarel Prochet & Co. Но маловероятно, что Проше изобрёл пасту Джандуйя в 1852 году, как часто утверждается, поскольку в том году ему было 13 лет. Связи компании с семьёй Каффарель завершились к 1897 году, а Проше скончался в 1904 году.
В начале XX века компания Caffarel несколько раз переходила из рук в руки, в одном случае после её банкротства. Существовало множество утверждений относительно происхождения пасты Джандуйя, однако было недостаточно доказательств, чтобы подтвердить происхождение или дату создания пасты Джандуйя.

## Продукция
Шоколадная фабрика Caffarel выпускает джандуйотто, кремини, шоколадные батончики, спреды, панеттоне, пандоро, конфеты и другие продукты, такие как полуфабрикаты для кондитерских магазинов и кафе-мороженых.

С Рождества 2014 года бренд сотрудничает с фондом Telethon. Продукт солидарности, распространяемый волонтёрами на главных площадях Италии — шоколадное сердце.

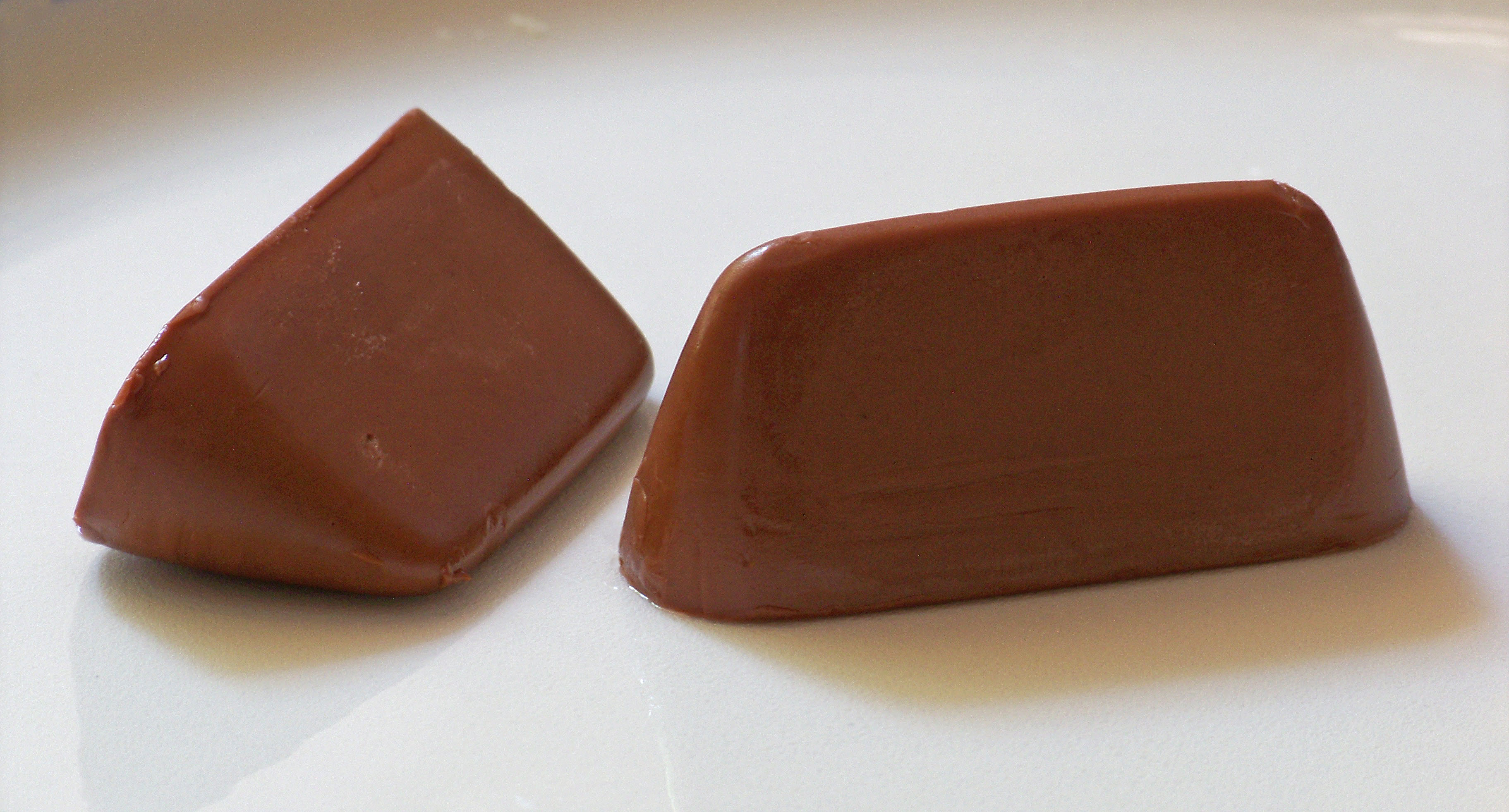
Джандуйотто
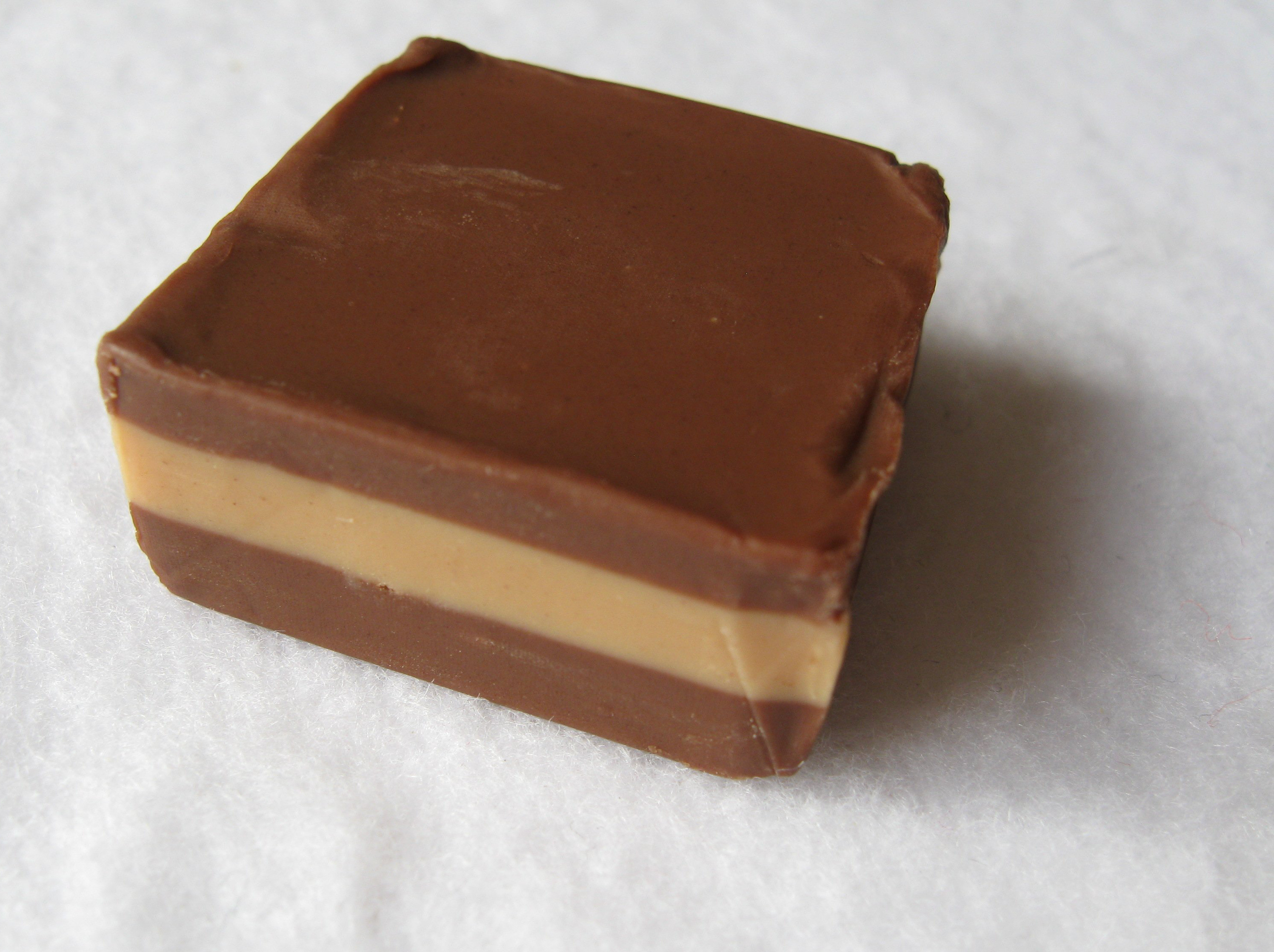
Кремини
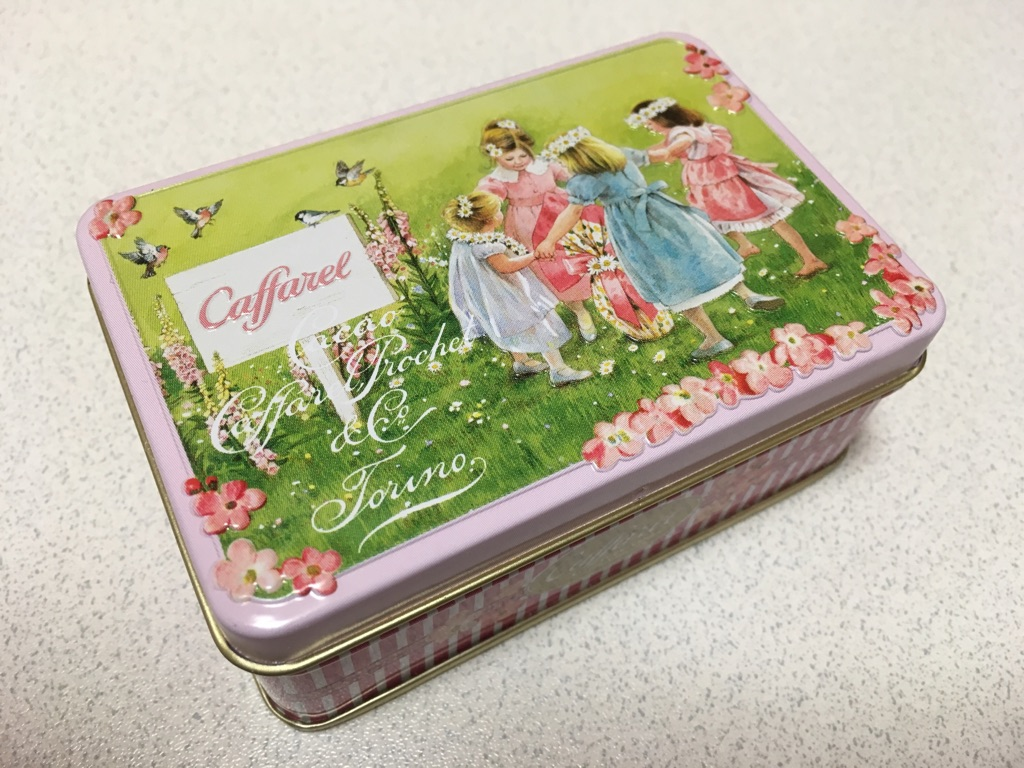
Набор конфет

## Продажи
Продукция Caffarel продаётся в 40 зарубежных странах: от Европы до Америки и от Ближнего Востока до Дальнего Востока.